# Hypochroma brepharia
Hypochroma brepharia är en fjärilsart som beskrevs av Herrich-Schäffer 1858. Hypochroma brepharia ingår i släktet Hypochroma och familjen mätare. Inga underarter finns listade i Catalogue of Life.